# Гельмут Маєр
Ге́льмут Ма́єр  (нім. Helmut Mayer; нар. 4 березня 1966) — австрійський гірськолижник, олімпійський медаліст.

## Виступи на Олімпіадах
| Олімпіада    | Дисципліна              | Місце |
| ------------ | ----------------------- | ----- |
| Калгарі 1988 | супергігантський слалом | 2     |
| Калгарі 1988 | гігантський слалом      | 7     |